# Robert Marty
Pour les articles homonymes, voir Marty.
Robert Marty (né le 22 mai 1936 à Perpignan) est un mathématicien et sémioticien français. Il est professeur honoraire des Universités, titulaire d'un Doctorat d'État de Mathématiques (1969) et d'un Doctorat d'État de Philosophie (1987).

## Biographie
Robert Marty soutient en 1969 une thèse d’etat de Mathématiques sur la théorie des Groupes Abéliens. Il s’intéresse ensuite aux travaux du polymathe, logicien, et philosophe américain Charles Sanders Peirce, fondateur du pragmatisme et père de la théorie des signes (sémiotique). Il s’appuie sur l'étude des manuscrits de Peirce en vue de traduire la pensée de l’auteur dans un plus grand formalisme mathématique. En  opposition à la tradition saussurienne, binaire, fondée sur le couple  (signifiant, signifié) , Peirce situe  le signe au centre d'une relation ternaire (objet, signe, interprétant),  comme «  medium pour la communication d'une forme » depuis le monde extérieur réel des objets percevables vers le monde intérieur des interprétations ou  images mentales. Robert Marty formalise ce  transfert au moyen d'une mathématisation de ces formes dans l'univers structuré des relations . Cet univers peut être décrit au moyen de combinaisons des seules relations ternaires, binaires ou unaires en application d'un théorème de réduction triadique. Elles définissent les trois catégories universelles de Peirce. Rapportées à l'esprit,  elles structurent sa phanéroscopie (ou phénoménologie) en trois types d'univers :celui des lois et concepts, celui des existants et des faits les concernant, celui des qualités. Le mode d'être des lois ou concepts est de gouverner les existants et les faits, les qualités s'incarnent dans ces derniers. Rapportées à chacun des trois éléments de la définition du signe leur combinatoire devient dès lors un pur problème algébrique qui débouche sur la classification des signes. Robert Marty démontre que ces classes de signes triadiques sont organisées dans une structure d'ordre nommée treillis. Il vérifie que cette formalisation épouse parfaitement les intuitions de Peirce exprimées dans ses œuvres originales en tant qu'affinités entre les  classes. Avec la même méthodologie, il obtient les treillis des 28 classes de signes hexadiques et celui des 66 classes de signes décadiques. Il en résulte une formalisation complète et opérationnelle de la sémiotique de Peirce. Une partie de ces travaux est rapportée dans une thèse d’état en philosophie soutenue en 1987. Ce travail ayant nécessité une mise au clair rigoureuse des nombreuses définitions peirciennes du signe, il a établi notamment un thésaurus de 76 définitions du signe, une ressource spéciale disponible sur le site officiel peirce.org dédié à Peirce..
En 1997, il crée le groupe de recherche Semiocom à l'Université de Perpignan. Il est membre du Centre International de Recherche et d'Études Transdisciplinaires (CIRET)

## Publications

### Mathématiques
- Marty, Robert, « Radical, Socle et Relativisation », dans Charles, Bernard, Études sur les Groupes abéliens / Studies on Abelian Groups, Berlin, Heidelberg, Springer, 1968 (ISBN 978-3-642-46146-0).
- Marty, Robert, « Sous-groupes fonctoriels et relativisations », Bulletin de la Société mathématique de France, no 26,‎ 1971, p. 44 (ISSN 0583-8665).
- Marty, Robert, « Sur la réduction triadique », Semiosis, nos 17/18,‎ 1980, p. 5-9 (ISSN 0170-219X).

### Sémiotique théorique
- Marty, Robert, L'algèbre des signes : essai de sémiotique scientifique d'après Charles S. Peirce, vol. 24, Amsterdam, John Benjamins, coll. « Foundations of Semiotics », 1990, 409 p. (ISBN 978-90-272-3296-0, lire en ligne)
- Marty, Robert, « Catégories et foncteurs en sémiotique », Semiosis, no 6,‎ 1977, p. 5-15 (ISSN 0170-219X).
- Marty, Robert, « Une formalisation de la sémiotique de C.S.Peirce à l'aide de la théorie des catégories », Ars Semeiotica, vol. II, no 3,‎ 1979, p. 275-294 (ISSN 0171-0834).
- Marty, Robert, « Trichotomie de l'icône, de l'indice et du symbole », Semiosis, no 15,‎ 1979, p. 5-18 (ISSN 0170-219X).
- Marty, Robert, Bruzy, Claude, Burzlaff, Werner et Rétoré, Joëlle, « La sémiotique phanéroscopique de C.S.Peirce », Langages, no 58,‎ 1980, p. 29-59 (ISSN 0458-726X).
- Marty, Robert, « Signe et phaneron », Semiosis, no 20,‎ 1981, p. 31-44 (ISSN 0170-219X).
- Marty, Robert, « Des trois icônes aux trois symboles », Degrés, no 29,‎ 1982, h-h9 (ISSN 0376-8163).
- Marty, Robert, « Le treillis des 28 classes de signes hexadiques », Semiosis, nos 25/29,‎ 1982, p. 5-12 (ISSN 0170-219X).
- (en) Marty, Robert, « C.S.Peirce phaneroscopy and semiotics », Semiotica, vol. 41, nos 1-4,‎ 1982, p. 169-181 (ISSN 1613-3692)
- Marty, Robert et Burzlaff, Werner, « Sémiotique peircienne : la théorie de base » », Cahiers du Centre Interdisciplinaire des Sciences du Langage, no 3,‎ février 1981, p. 263-281 (ISSN 0759-1586).
- (it) Marty, Robert, « Formalizzazione della semiotica peirciana e sua applicazione », dans Deledalle, Gérard, Teoria e Practica del segno, Palermo, Sao Paulo, Renzo Mazzore, ILA Palma, 1983 (OCLC 797594212).
- Marty, Robert, « Formalisation et extension de la sémiotique de C.S.Peirce », dans Semiotics Unfolding, Actes du deuxième Congrés de l'Association Internationale de Sémiotique, Vienne, Tasso Borbé, 1984 (ISBN 978-3-11-086989-7).
- (es) Marty, Robert, « La semiótica de C.S. Peirce : presentación formalizada », dans Consejo Superior de Investigaciones Científicas, Investigaciones semióticas, Madrid, Asociación Española de Semiótica, 1986 (ISBN 84-00-06290-6).
- Marty, Robert, « Les structures de Peirce », Cruzeiro Semiotico, no 8,‎ 1988, p. 96-101 (ISSN 0870-6832).
- Marty, Robert, « Champs d'interprétants : un modèle formalisé de la sémiosis », dans Semiotic Theory and Practice, Berlin-New-York-Amsterdam, Herzfeld, Michael / Melazzo, Lucio, 1988 (ISBN 978-3-11-086888-3).
- Marty, Robert, « Formalisation de la sémiotique peircienne : avancées et obstacles », dans Semiotic Theory and Practice, Berlin-New-York-Amsterdam, Herzfeld, Michael / Melazzo, Lucio, 1988 (ISBN 978-3-11-086888-3).
- Marty, Robert, « Les fondements algébriques de la sémiotique », Degrés, nos 54-55,‎ 1988, b-b16 (ISSN 0376-8163).
- Marty, Robert, « Unitas Multiplex : Totalité, parties et talité », S : revue européenne d'études sémiotiques, nos 3-4,‎ 1992, p. 645-664 (ISSN 1015-0102).
- (en) Marty, Robert, « A Purely Mathematical Way for Peirce's Semiotics », dans Charles Sanders Peirce in His Own Words: 100 Years of Semiotics, Communication and Cognition, Berlin-New-York-Amsterdam, Thellefsen, Torkild / Sorensen, Bent, 2014 (ISBN 978-1-61451-641-5).
- (en) Marty,Robert, « The trichotomic machine », Semiotica, vol. 2019, no 228,‎ mai 2019 (ISSN 1613-3692, lire en ligne).
- (en) Marty,Robert, « Nicotine as Sign: a Comeback with the COVID-19 », Academia Letters, no 403,‎ avril 2021 (lire en ligne, consulté le 16 avril 2021).

### Applications transdisciplinaires
- Marty,Robert et Marty, Claude, 99 réponses sur la sémiotique, Montpellier, Centre régional de documentation pédagogique, coll. « 99 réponses sur », 1992, 99 p. (ISBN 2-86626-006-6)
- (es) Marty,Robert et Marty, Claude, La semiótica : 99 respuestas, Buenos Aires, Edicial Universidad, 1995, 240 p. (ISBN 950-506-238-9).

#### Intelligence artificielle
- (en) Marty, Robert, « Foliated Semantic Networks : Concepts, facts, Qualities », Computers and mathematics with applications, vol. 23, nos 6-9,‎ 1992, p. 679-696 (ISSN 0898-1221).
- (en) Marty, Robert, « Foliated Semantic Networks : Concepts, facts, Qualities », dans Semantic Networks in Artificial Intelligence, Lehmann, Fritz /Rodin, Erwin, 1992 (ISBN 0080420125).
- (en) Marty, Robert, « Foundations of a mathematícal semiotícs », dans Mathematical aspects of natural and formal languages, Singapore, World Scientific Series in Computer Science, 1994 (ISBN 978-981-02-1914-7).

#### Sciences cognitives, épistémologie
- (en) Marty, Robert, « Flows of Signs on a Network », Razón y Palabra, no 38,‎ 2004 (ISSN 1605-4806, lire en ligne, consulté le 11 mars 2019).
- Marty, Robert, « Sémiotique de l'épistémologie », Semiosis, no 10,‎ 1978, p. 24-37 (ISSN 0170-219X).

#### Sciences de la communication
- Marty, Robert, « Au commencement était le signe », Communication et Organisation, no 18,‎ 2000, p. 39-47 (ISSN 1168-5549).
- Marty, Robert, « Interprétation vs production : une perspective peircienne », dans Semiotics and pragmatics, Proceedings of the Perpignan Symposium, 1983, Amsterdam, Deledalle,Gérard, 1989 (ISBN 9789027232908).
- (es) Marty, Robert, « El álgebra de la comunicación », Estudis Semiótics, nos 13/14,‎ 1987, p. 15-25 (ISSN 0213-1560).

#### Sémiologie et sémiotique
- (es) Marty, Robert, El cuadrado y la triada, vol. 88, Valence, Valencia : Centro de Semiótica y Teoría de Espectáculo, coll. « Eutopias. Documentos de trabajo », 1995, 17 p. (ISBN 978-84-89055-87-2).
- Marty, Robert, « Topologie du champ théorique en sémiologie et en sémiotique », Semiosis, no 2,‎ 1976, p. 25-29 (ISSN 0170-219X).
- Marty, Robert, « Saussure, Hjelmslev, Peirce : correspondances conceptuelles », Estudis Semiótics, nos 6/7,‎ 1986, p. 17-28 (ISSN 0213-1560).

#### Théorie du texte, théorie du théâtre
- Marty, Robert, « Analyse sémiotique d'un poème de Jules Supervielle », Semiosis, no 7,‎ 1977, p. 8-11 (ISSN 0170-219X).
- (es) Marty, Robert, « La dimensión perdida de Roland Barthes », Topos y Tropos, no 2,‎ 2004 (ISSN 1668-8899, lire en ligne, consulté le 13 mars 2019).
- (es) Marty, Robert, « Semiótica del texto, niveles y pasarelas », Signa: Revista de la Asociación Española de Semiótica, Ejemplar dedicado a: Ch. S. Peirce y la literatura, no 1,‎ 1992, p. 107-134 (ISSN 1133-3634).
- Marty, Robert, « Description et formalisation mathématique », Etudes Littéraires, vol. 21, no 3,‎ 1989, p. 21-27 (ISSN 0014-214X, e-ISSN 1708-9069, lire en ligne, consulté le 11 mars 2019).
- Marty, Robert, « Bases pour une théâtrologie », Ars Semeiotica, vol. 8, nos 1/2,‎ 1985, p. 121-130 (ISSN 0171-0834)
- (ca) Marty, Robert, « Fenomenologia i semiotica del teatre », Estudis Escenics, Quaderns de l'Institut del teatre de la Diputacio de Barcelona, no 23,‎ 1983, p. 95-115 (ISSN 0212-3819).

#### Sociologie, ethnométhodologie
- Marty, Robert, « L'idéologie comme processus sémiotique », Semiosis, no 11,‎ 1978, p. 8-11 (ISSN 0170-219X).
- Marty, Robert, « L'idéologie comme processus sémiotique », Semiotische Berichte, no 3,‎ 1985, p. 233-241 (ISSN 0254-9271).
- Marty, Robert, « Sémiotique et institution », dans Perspectives de l'Analyse Institutionnelle, Paris, Hess, Rémy/Savoye, Antoine, 1988 (ISBN 2865632091).
- Marty, Robert, « L'institutionnalisation : y a-t-il aporie sous roche ? », Les cahiers de l'implication, revue d'Analyse Institutionnelle, no 3,‎ 2000/2001, p. 45-53 (ISSN 1286-3912).
- Marty, Robert, « Pour une approche sémiotique de l'ethnométhodologie », Pratiques de formation, revue de la formation permanente de l'Université de Paris VIII, no n°11/12,,‎ 1986, p. 42-45 (ISSN 1242-3793).
- Marty, Robert, « Semiótica de la ethnomethodologia », Estudis Semiótics, no 9,‎ 1986, p. 23-35 (ISSN 0213-1560).
- Marty,Robert, « Faire face aux incompréhensions », dans La Catalogne et l'Espagne : les clefs du conflit, Balzac, 2018, 201 p. (ISBN 978-2-37320-026-3), p. 169-177..

#### Recherche qualitative
- Marty, Robert, « La question de la scientificité en sciences humaines », Recherches Qualitatives, vol. Du singulier à l'universel, no 15,‎ 2013, p. 60-77 (ISSN 1715-8702).
- Marty, Robert, « Sémiotique (analyse) », dans Mucchielli, Alex, Dictionnaire des méthodes qualitatives en sciences humaines et sociales, Paris, Armand Colin, 1996 (ISBN 2-200-01427-9).
- Marty, Robert, « Symboles en sémiotique peircienne (définition et syntaxe des ) », dans Mucchielli, Alex, Dictionnaire des méthodes qualitatives en sciences humaines et sociales, Paris, Armand Colin, 1996 (ISBN 2-200-01427-9).

#### Design
- Marty, Robert, « Sémiotique de l'obsolescence des formes », Design Recherche, no 6,‎ 1994, p. 31-45 (ISSN 1143-273X).

### Recensions
- Marty, Robert, « An entropic process : compte-rendu de Everaert-Desmedt, Nicole, Le processus interprétatif. Introduction à la sémiotique de Ch. S. Peirce, Liège, Pierre Mardaga, 1990, 151 p. (ISBN 2-87009-391-8). », Semiotica, vol. 98, nos 1/2,‎ 1994, p. 199-205 (ISSN 0037-1998).
- Marty, Robert, « Les paroles de la catastrophe : compte-rendu de Petitot-Cocorda, Jean, Les catastrophes de la parole, de Roman Jacobson à René Thom, Paris, Maloine, 1985, 354 p. (ISBN 2-224-01031-1). », Semiotica, vol. 68, nos 1/2,‎ 1998, p. 121-190 (ISSN 0037-1998, e-ISSN 1613-3692).

### Entretien
- Alvin Panjeta et Robert Marty, « Entretien avec Robert Marty : mathématicien et philosophe », Le Libellio d’ AEGIS,  Vol. 18, n° 4 – Hiver 2022, Centre de Recherche en Gestion, Ecole Polytechnique.,‎ 24 décembre 2022, p. 5-19 (lire en ligne) Le-Libellio-d-volume-18-numéro-4-Hiver-2022.pdf (lelibellio.com)

### Communications et conférences (choix)
- « The category of relational structures as fondations of Peirce's phenomenology and semiotics », C.S. Peirce Sesquicentennial Congress, 12-15 septembre 1989, Cambridge MA, Harvard University.

- « La semiótica de C.S. Peirce : fundamentos y desarrollos actuales », Jornadas Internacionales de Semiótica general, Bilbao, 2-7 octobre 1989, Association Basque de Sémiotique ; 6 sessions de 1h30.

- « Semiótica del texto : niveles y pasarelas, Seminario International de Literatura y semiótica, Segovia, 3-5 juillet 1991, Universidad Nacional de Educación a Distancia.

- « Approche formelle de l'Objet Mental », Pole Régional de Sciences Cognitives de Toulouse, CNRS, 5 décembre 1991, Institut de Recherche en Informatique de Toulouse.
- « Imagen y ecología cognitiva », IIe Congrès de l'Association Internationale de Sémiotique Visuelle, Bilbao, décembre 1992.

- « La résistance au management informatique », Colloque ARCES- MENRT, Association des Responsables de la Communication de l'Enseignement Supérieur , Paris, octobre 98.
- « Conférences au Mexique (8-12 février 1999) : «¿Es la semiótica una transdisciplina? » (UNAM) ; « Semiótica y comunicación » (UAM, Xochimilco) ; « Enfoque semiótico sobre retórica »(UNAM-CELE) ; «Las gramáticas de los signos »(Anahuac) ; « El cuadrado y la triada » (BUA Puebla); Diálogo sobre « Las Matematicas, la transdisciplinaridad y el analisis social » con el Dr José Antonio de la Pena (UNAM, Instituto Nacional del Trabajo Social) ; «L’univers des signes »(Ambassade de France en México, Casa de Francia).
- « Le télé-consulting », Salon Teleform 2000, Marseille, 26 avril 2000, Innovations pour l'emploi, l'éducation et la formation.
- «Table ronde inaugurale »  Colloque du GREC/O Non verbal, Communication, Organisation, Bordeaux 25-26 mai 2000.
- « Le e-business vu par la sémiotique : des clients-signes pour des produits-signes », Colloque Sémiologie en entreprise , Les signes du Net en entreprise, Paris, Palais du Luxembourg, 28-29 mai 2001.